# Inline-Skaterhockey-Bundesliga 2008
Die Saison 2008 war die 13. Spielzeit der Inline-Skaterhockey-Bundesliga. Dabei wird zum 23. Mal ein Deutscher Meister ermittelt. Ausrichter ist die Sportkommission Inline-Skaterhockey Deutschland im Deutschen Rollsport und Inline-Verband. Die Hauptrunde startete am 8. März 2008. Deutscher Meister wurden die Duisburg Ducks, welche sich im Finale gegen die Highlander Lüdenscheid durchsetzen konnte.

## Teilnehmer

### 1. Bundesliga Nord
| Klub                   | Standort           | Vorjahr                   | Play-offs                 |
| ---------------------- | ------------------ | ------------------------- | ------------------------- |
| Bissendorfer Panther   | Wedemark           | 2. Nord                   | Viertelfinale             |
| Crash Eagles Kaarst    | Kaarst             | 4. Nord                   | Viertelfinale             |
| Crefelder SC           | Krefeld            | 7. Nord                   | -                         |
| Duisburg Ducks         | Duisburg           | 1. Nord                   | Vizemeister               |
| Highlander Lüdenscheid | Lüdenscheid        | 5. Nord                   | -                         |
| SHC Rockets Essen*     | Essen              | 3. Nord                   | Halbfinale                |
| Mendener Mambas        | Menden (Sauerland) | 6. Nord                   | -                         |
| Samurai Iserlohn       | Iserlohn           | 8. Nord                   | -                         |
| Rostocker Nasenbären   | Rostock            | 1. der 2. Bundesliga Nord | 1. der 2. Bundesliga Nord |

- *Zuletzt als Moskitos Essen.

### 1. Bundesliga Süd
| Klub                 | Standort      | Vorjahr                  | Play-offs                |
| -------------------- | ------------- | ------------------------ | ------------------------ |
| TV Augsburg          | Augsburg      | 2. Süd                   | Viertelfinale            |
| Hotdogs Bräunlingen  | Bräunlingen   | 8. Süd                   | -                        |
| Düsseldorf Rams      | Düsseldorf    | 4. Süd                   | Viertelfinale            |
| Dragons Heilbronn    | Heilbronn     | 7. Süd                   | -                        |
| HC Köln-West         | Köln          | 1. Süd                   | Deutscher Meister        |
| TSV Schwabmünchen    | Schwabmünchen | 5. Süd                   | -                        |
| HC Kollnau           | Waldkirch     | 6. Süd                   | -                        |
| SG Langenfeld Devils | Langenfeld    | 1. der 2. Bundesliga Süd | 1. der 2. Bundesliga Süd |
| Uedesheim Chiefs     | Neuss         | 3. Süd                   | Halbfinale               |

## Modus
Die Staffel Nord und Süd gehen mit jeweils neun Mannschaften an den Start. Innerhalb jeder Staffel trifft jede Mannschaft in Hin- und Rückspiel auf jede andere Mannschaft. Für einen Sieg gibt es zwei Punkte, für ein Unentschieden einen Punkt. Bei Punktgleichheit zum Ende der Hauptrunde entscheidet der direkte Vergleich über die Rangfolge. Die ersten vier Mannschaften jeder Staffel erreichen die Play-offs. Der Sieger der Play-offs ist Deutscher Meister.
Die Teams auf den Rängen fünf und sechs haben den Klassenerhalt erreicht. Die Mannschaften auf den Rängen sieben und acht spielen über Kreuz eine Play-down-Serie. Die Sieger verbleiben in der 1. Bundesliga, die Verlierer treten in der Relegation gegen die Zweiten der beiden Staffeln der 2. Bundesliga an. Die Sieger der beiden Relegationsserien spielen in der nächsten Saison in der 1. Bundesliga. Die Mannschaften auf den Rängen neun (Nord und Süd) steigen direkt in die 2. Bundesliga ab. Die beiden Meister der 2. Bundesliga steigen direkt in die 1. Bundesliga auf.

## Vorrunde

### 1. Bundesliga Nord
|    | Mannschaft             | Sp | S  | U | N  | Tore     | +/- | P  |
| -- | ---------------------- | -- | -- | - | -- | -------- | --- | -- |
| 1. | Highlander Lüdenscheid | 16 | 13 | 1 | 02 | 150:082  | 68  | 27 |
| 2. | Duisburg Ducks         | 16 | 12 | 2 | 02 | 134:073  | 61  | 26 |
| 3. | Bissendorfer Panther   | 16 | 10 | 2 | 04 | 123:075  | 48  | 22 |
| 4. | SHC Essen              | 16 | 07 | 3 | 06 | 087:0102 | −15 | 17 |
| 5. | Rostocker Nasenbären   | 16 | 07 | 0 | 09 | 105:128  | −23 | 14 |
| 6. | Crash Eagles Kaarst    | 16 | 04 | 2 | 10 | 099:118  | −19 | 10 |
| 7. | Samurai Iserlohn       | 16 | 04 | 2 | 10 | 089:124  | −35 | 10 |
| 8. | Mendener Mambas        | 16 | 04 | 1 | 11 | 108:135  | −27 | 09 |
| 9. | Crefelder SC           | 16 | 04 | 1 | 11 | 074:132  | −58 | 09 |

### 1. Bundesliga Süd
|    | Mannschaft          | Sp | S  | U | N  | Tore    | +/- | P  |
| -- | ------------------- | -- | -- | - | -- | ------- | --- | -- |
| 1. | TSV Schwabmünchen   | 16 | 13 | 1 | 02 | 159:101 | 58  | 27 |
| 2. | HC Köln-West        | 16 | 13 | 0 | 03 | 156:073 | 83  | 26 |
| 3. | TV Augsburg         | 16 | 12 | 2 | 02 | 127:065 | 62  | 26 |
| 4. | Uedesheim Chiefs    | 16 | 09 | 1 | 06 | 131:092 | 39  | 19 |
| 5. | Düsseldorf Rams     | 16 | 08 | 0 | 08 | 084:076 | 08  | 16 |
| 6. | HC Kollnau          | 16 | 07 | 0 | 09 | 100:137 | −37 | 14 |
| 7. | Langenfeld Devils   | 16 | 06 | 0 | 10 | 080:138 | −58 | 12 |
| 8. | Hotdogs Bräunlingen | 16 | 02 | 0 | 14 | 063:131 | −68 | 04 |
| 9. | Dragons Heilbronn   | 16 | 0  | 0 | 16 | 053:140 | −87 | 0  |

## Play-offs
Die Play-off-Spiele werden im Modus „Best of Three“ ausgetragen.

### Play-off-Baum
| Viertelfinale | Viertelfinale          | Viertelfinale        |   |                        | Halbfinale | Halbfinale | Halbfinale |  |  | Finale | Finale | Finale |
|               |                        |                      |   |                        |            |            |            |  |  |        |        |        |
| N1            | Highlander Lüdenscheid | 2                    |   |                        |            |            |            |  |  |        |        |        |
| S4            | Uedesheim Chiefs       | 0                    |   |                        |            |            |            |  |  |        |        |        |
| S4            | Uedesheim Chiefs       | 0                    |   | Highlander Lüdenscheid | 2          |            |            |  |  |        |        |        |
|               |                        |                      |   | Highlander Lüdenscheid | 2          |            |            |  |  |        |        |        |
|               |                        | Bissendorfer Panther | 1 |                        |            |            |            |  |  |        |        |        |
| S2            | HC Köln-West           | Bissendorfer Panther | 1 | 0                      |            |            |            |  |  |        |        |        |
| S2            | HC Köln-West           |                      |   |                        |            |            |            |  |  |        |        |        |
| N3            | Bissendorfer Panther   | 2                    |   |                        |            |            |            |  |  |        |        |        |
| N3            | Bissendorfer Panther   | 2                    |   | Highlander Lüdenscheid | 0          |            |            |  |  |        |        |        |
|               |                        |                      |   | Highlander Lüdenscheid | 0          |            |            |  |  |        |        |        |
|               |                        | Duisburg Ducks       | 2 |                        |            |            |            |  |  |        |        |        |
| N2            | Duisburg Ducks         | Duisburg Ducks       | 2 | 2                      |            |            |            |  |  |        |        |        |
| N2            | Duisburg Ducks         |                      |   |                        |            |            |            |  |  |        |        |        |
| S3            | TV Augsburg            | 1                    |   |                        |            |            |            |  |  |        |        |        |
| S3            | TV Augsburg            | 1                    |   | Duisburg Ducks         | 2          |            |            |  |  |        |        |        |
|               |                        |                      |   | Duisburg Ducks         | 2          |            |            |  |  |        |        |        |
|               |                        | SHC Essen            | 0 |                        |            |            |            |  |  |        |        |        |
| S1            | TSV Schwabmünchen      | SHC Essen            | 0 | 1                      |            |            |            |  |  |        |        |        |
| S1            | TSV Schwabmünchen      |                      |   |                        |            |            |            |  |  |        |        |        |
| N4            | SHC Essen              | 2                    |   |                        |            |            |            |  |  |        |        |        |

### Viertelfinale
|                        |   |                      | Serie | 1   | 2   | 3   |
| ---------------------- | - | -------------------- | ----- | --- | --- | --- |
| Highlander Lüdenscheid | – | Uedesheim Chiefs     | 2:0   | 7:4 | 7:5 | -   |
| HC Köln-West           | – | Bissendorfer Panther | 0:2   | 1:7 | 2:3 | -   |
| Duisburg Ducks         | – | TV Augsburg          | 2:1   | 2:3 | 7:4 | 4:3 |
| TSV Schwabmünchen      | – | SHC Essen            | 1:2   | 6:5 | 3:7 | 4:7 |

### Halbfinale
|                        |   |                      | Serie | 1   | 2   | 3         |
| ---------------------- | - | -------------------- | ----- | --- | --- | --------- |
| Highlander Lüdenscheid | – | Bissendorfer Panther | 2:1   | 7:3 | 3:9 | 5:4 n. V. |
| Duisburg Ducks         | – | SHC Essen            | 2:0   | 7:4 | 7:5 | -         |

### Finale
|                        |   |                | Serie | 1   | 2    | 3 |
| ---------------------- | - | -------------- | ----- | --- | ---- | - |
| Highlander Lüdenscheid | – | Duisburg Ducks | 0:2   | 4:6 | 3:11 | - |

## Play-downs
Die Play-down-Spiele werden im Modus „Best of Three“ ausgetragen.
|                      |   |                     | Serie | 1   | 2    | 3 |
| -------------------- | - | ------------------- | ----- | --- | ---- | - |
| SG Langenfeld Devils | – | Mendener Mambas     | 0:2   | 6:8 | 4:7  | - |
| Samurai Iserlohn     | – | Hotdogs Bräunlingen | 2:0   | 9:2 | 12:5 | - |

## Relegation
Die Relegationsspiele werden in Hin- und Rückspiel ausgetragen. Der Gesamtsieger einer Relegationsserie ergibt sich aus der Addition beider Spiele. Die beiden Verlierer der Play-downs treffen auf die Zweiten der 2. Bundesliga: Salt City Boars Lüneburg (Nord) und Badgers Spaichingen.
|                      |   |                          | Gesamt | Hin | Rück |
| -------------------- | - | ------------------------ | ------ | --- | ---- |
| SG Langenfeld Devils | – | Badgers Spaichingen      | 11:12  | 5:5 | 6:7  |
| Hotdogs Bräunlingen  | – | Salt City Boars Lüneburg | 8:13   | 3:4 | 5:9  |

Damit steigen der Badgers Spaichingen und die Salt City Boars Lüneburg in die 1. Bundesliga auf sowie die SG Langenfeld Devils und die Hotdogs Bräunlingen in die 2. Bundesliga ab.

## Aufsteiger
Aus der 2. Bundesliga steigen die Ahauser Maidy Dogs (Meister 2. Bundesliga Nord) und die Freiburg Beasts (Meister 2. Bundesliga Süd) direkt in die 1. Bundesliga auf.

## Rückzug
Der HC Kollnau zog sich nach der Saison aus der 1. Bundesliga zurück.

## Entscheidungsspiel um den Aufstieg
Aufgrund des Kollnauer Rückzugs bestritten die Tabellendritten der 2. Bundesliga in Assenheim ein Entscheidungsspiel um den Aufstieg in die 1. Bundesliga:
Rollin’ Pumpkins Oldenburg - Deggendorf Pflanz 8:5

## Pokalsieger
Im Endspiel um den Deutschen Inline-Skaterhockey-Pokal 2008 gewann der HC Köln-West am 13. Dezember 2008 gegen die Bissendorfer Panther in Remscheid mit 3:0.